# Karin Kattner
Karin Kattner (* 11. Februar 1944, geborene Karin Weise) ist eine deutsche Badmintonspielerin. 

## Karriere
Karin Kattner wurde 1968 in der DDR-Oberliga Siebente mit dem Team der SG Gittersee. Ein Jahr später errang sie ihren größten Erfolg, als sie DDR-Meisterin im Mixed mit Eberhard Hübner wurde. 1974 erkämpfte sie sich noch einmal Silber bei den DDR-Seniorenmeisterschaften.

## Sportliche Erfolge
| Saison    | Veranstaltung                  | Disziplin  | Platz | Name                                           |
| --------- | ------------------------------ | ---------- | ----- | ---------------------------------------------- |
| 1967/1968 | DDR-Oberliga                   | Mannschaft | 7     | SG Gittersee                                   |
| 1968/1969 | DDR-Einzelmeisterschaft        | Mixed      | 1     | Eberhard Hübner / Karin Kattner (SG Gittersee) |
| 1973/1974 | DDR-Seniorenmeisterschaft AK I | Mixed      | 2     | Peter Uhlig / Karin Kattner (SG Gittersee)     |